# Leptomys
Genre
Répartition géographique
Leptomys est un genre de rongeurs de la sous-famille des Murinés de Nouvelle-Guinée.

## Liste des espèces
Ce genre comprend les espèces suivantes :
- Leptomys elegans Thomas, 1897
- Leptomys ernstmayri Ruemmler, 1932
- Leptomys signatus Tate and Archbold, 1938
- Leptomys arfakensis Musser, Helgen & Lunde, 2008
- Leptomys paulus Musser, Helgen & Lunde, 2008

## Référence
- Thomas, 1897 : On the mammals collected in British New Guinea by Dr. Lamberto Loria. Annali del Museo Civico di Storia Naturale di Genova Giacomo Doria 2-18 pp 606–622.